# 张大力 (官员)
张大力（1948年11月—），男，吉林省吉林市人，中华人民共和国官员，中国共产党党员，曾任中共北京市丰台区委书记、丰台区区长。

## 生平
1969年5月，张大力在云南瑞丽农场勐卯分场参加工作。1972年7月，他回到北京，在北京市西城区电子仪器厂上班，先后担任车间副主任、主任。1977年5月，他加入了中国共产党。1978年10月，张大力考入北京大学哲学系，1982年8月获哲学学士学位。毕业后，张大力进入北京市政府研究室工作，曾任副处长、处长。1990年11月，张大力出任中共北京市西城区委副书记、西城区副区长。1999年1月，他调往北京市丰台区工作，任中共北京市丰台区委副书记、北京市丰台区人民政府区长。2006年8月，张大力升任中共北京市丰台区委书记。2009年3月，张大力因年龄限制离任。